# Bezpieczeństwo żywności
Bezpieczeństwo żywności (ang. food safety) – ogół koniecznych do spełnienia warunków i działań, które muszą być podjęte podczas wszystkich etapów procesu produkcji żywności i obrotu handlowego żywnością, celem zapewnienia bezpieczeństwa życia i zdrowia konsumentów.
Termin „bezpieczeństwo żywnościowe” został wprowadzony przez Konferencję Żywnościową FAO w 1974 roku. W 1996 roku podczas Szczytu Żywnościowego Świata uchwalono deklarację w sprawie światowego bezpieczeństwa żywnościowego i sformułowano pojęcie bezpieczeństwa żywnościowego, rozumianego jako działania na szczeblu państwowym. Z treści tej deklaracji wynika, że obowiązkiem każdego państwa jest przyjęcie odpowiedniej strategii, która pozwoli osiągać cele zapewniające bezpieczeństwo żywnościowe.
W 2000 r. opracowano Białą Księgę o bezpieczeństwie żywności. Wprowadziła ona konieczność podawania informacji dla konsumenta poprzez unormowanie kwestii etykietowania i reklamy. W 2011 r. powstało rozporządzenie Parlamentu Europejskiego i Rady UE w sprawie przekazywania konsumentom informacji na temat żywności.
W Polsce w 2006 roku opublikowano zharmonizowaną z wymogami Unii Europejskiej ustawę o bezpieczeństwie żywności i żywienia. Ustawa ta jest głównym dokumentem prawnym, odnoszącym się do ustawodawstwa żywnościowego. Obecnie obowiązujący jednolity tekst ww. ustawy ogłoszono 28 lipca 2023 r.

## Systemy  zarządzania jakością  i  bezpieczeństwem  żywności
Kształtowanie jakości i bezpieczeństwa żywności wymaga dokładnej kontroli, która jest możliwa dzięki stworzeniu systemów zarządzania jakością i bezpieczeństwem żywności. Systemy  te dotyczą kontroli żywności na wszystkich etapach jej produkcji, tj. od producenta do konsumenta. Należą do nich m.in.:
- Dobra Praktyka Produkcyjna
- Dobra Praktyka Higieniczna
- Dobra Praktyka Rolnicza
- Analiza zagrożeń i krytyczne punkty kontroli
- ISO 9001
- International Food Standard
- BRC

## Zagrożenia bezpieczeństwa żywności
Zagrożenia bezpieczeństwa żywności to przede wszystkim różnego rodzaju jej zanieczyszczenia i modyfikacje.
- Zanieczyszczenia chemiczne żywności
- Zanieczyszczenia fizyczne żywności
- Zanieczyszczenia mikrobiologiczne żywności
- Zanieczyszczenia radiologiczne

Zanieczyszczenia radiologiczne w żywności są wynikiem stosowania surowców roślinnych i zwierzęcych pochodzących z terenów na których wystąpiło skażenie radioaktywne. Do najważniejszych skażeń tego typu należą: stront-90, cez-137, jod-131 i pluton-239. Radioaktywne izotopy mogą wnikać do organizmu człowieka i zwierząt przez układ oddechowy, przewód pokarmowy oraz w mniejszym stopniu przez skórę.
- Zanieczyszczenie środowiska
- Organizm zmodyfikowany genetycznie

## Sposoby eliminacji zagrożeń bezpieczeństwa żywności
Za zapewnienie bezpieczeństwa oraz jakości zdrowotnej żywności odpowiedzialne są wszystkie ogniwa łańcucha żywnościowego. Bezpośrednimi uczestnikami tego łańcucha są:
- producenci płodów rolnych i pasz,
- przetwórcy,
- hurtownicy i sprzedawcy detaliczni,
- ośrodki usług żywieniowych i cateringowych,
- bezpośredni konsumenci.

Do pośrednich uczestników łańcucha zalicza się:
- producentów dodatków do żywności i leków weterynaryjnych,
- producentów nawozów, opakowań i środków do mycia i dezynfekcji maszyn i urządzeń,
- firmy sprzątające i dezynfekujące infrastrukturę w zakładach produkcyjnych,

Skuteczna walka z zagrożeniami bezpieczeństwa żywności podczas jej produkcji i obrotu oraz prawidłowa realizacja żywienia polega na:
- edukacji poszczególnych podmiotów łańcucha żywnościowego,
- stałym egzekwowaniu odpowiednich zachowań dotyczących higieny podczas produkcji i obrotu żywności oraz jej przygotowywania do spożycia,
- całościowej realizacji zasad Dobrej Praktyki Produkcji (GMP) oraz Dobrej Praktyki Higienicznej (GHP) w odniesieniu do wszystkich etapów procesu produkcji żywności oraz jej obrotu łącznie z transportem i magazynowaniem surowców oraz półproduktów żywnościowych.

## Nadzór nad bezpieczeństwem żywności

### Instytucje działające w Polsce
W Polsce powołane są cztery urzędowe instytucje sprawujące bezpośrednią kontrolę nad bezpieczeństwem żywności. Dokonują one kontroli zgodności działań danego podmiotu z przyjętymi kryteriami oraz usuwają uchybienia i wprowadzają zmiany usprawniające.
- Państwowa Inspekcja Sanitarna
- Inspekcja Weterynaryjna
- Inspekcja Handlowa
- Inspekcja Jakości Handlowej Artykułów Rolno-Spożywczych

### Instytucje działające w skali globalnej
W  skali globalnej nadzór nad bezpieczeństwem żywności sprawują:
- FAO
- Codex Alimentarius
- EFSA
- System Wczesnego Ostrzegania o Niebezpiecznej Żywności i Paszach